# Yajalón
Yajalón é um município do estado de Chiapas, no México.